# Residui di Rock 'n' Roll - Summer
Residui di Rock 'n' Roll - Summer  è il 22º tour musicale di Gianluca Grignani. 
Tour che è il proseguimento del precedente tour nei club, è iniziato il 17 giugno 2024 da Brescia, e si è concluso a Locarno il 14 agosto 2024.

## Date
| Data           | Città                     | Luogo                 | Spettatori |
| -------------- | ------------------------- | --------------------- | ---------- |
| 17 giugno 2024 | Brescia                   | Piazza Loggia         | -          |
| 19 giugno 2024 | Malpensa (VA)             | Terminal3             | -          |
| 07 agosto 2024 | Roseto degli Abruzzi (TE) | Stadio Comunale       | -          |
| 14 agosto 2024 | Locarno                   | Locarno film festival | -          |

## Formazione
- Gianluca Grignani - voce, chitarra
- Salvatore Cafiero - chitarre
- Frè Monti - chitarre
- Luigi Russo - tastiere
- Valerio Bruno - basso
- Antonio De Marianis - batteria